# Trasamondo II
Trasamondo II (... – 745) è stato un duca longobardo.

## Biografia
Fu duca di Spoleto dal 718 al 745, anche se venne cacciato per due volte dal re Liutprando.
Divenne duca deponendo suo padre Faroaldo II, che aveva rinchiuso nell'abbazia di San Pietro in Valle.
Liutprando si rifiutò di approvare un trattato di pace che Trasamondo stava per firmare nel 737 col duca di Benevento e con papa Gregorio III, ritenendolo contrario ai propri interessi, e accusò il duca di tradimento. Il re assediò Spoleto e il 16 giugno 739 vi mise a capo Ilderico, mentre Trasamondo si rifugiò a Roma, assediata da Liutprando. Il re conquistò Amelia, Orte, Bomarzo e Blera, ma papa Gregorio si rifiutò di rilasciare il duca e chiese aiuto a Carlo Martello, duca dei Franchi, senza ottenerlo. Nel 740 Trasamondo uccise Ilderico recuperando così il ducato grazie all'aiuto di Roma e Benevento. Il re tuttavia non riconobbe la sua riconquista e lo espropriò una seconda volta. Liutprando chiese al successore di Gregorio, Zaccaria, la consegna di Trasamondo, promettendogli la restituzione delle quattro città precedentemente conquistate, e il duca fu arrestato e rinchiuso in un monastero. Il nipote del re, Agiprando, divenne il nuovo duca di Spoleto. Il nuovo duca di Benevento, Godescalco, appoggiò sempre Trasamondo, e anche contro di lui si scatenò l'ira del re. Alla morte di Liutprando nel 744, Trasamondo s'impossessò nuovamente del ducato di Spoleto e morì un anno dopo.